# Jo Aleh
Jo Qesem Ayela Aleh (Auckland, 15 mei 1986) is een Nieuw-Zeelands zeilster.
Tijdens de Olympische Zomerspelen 2012 won Aleh samen met Polly Powrie de gouden medaille in de 470 voor de Britten Saskia Clark en Hannah Mills, vier jaar later waren de rollen omgekeerd en wonnen de Britten goud.
Aleh en Powrie werden in 2013 wereldkampioen.

## Resultaten

### Wereldkampioenschappen
| Jaar | Plaats      | Resultaten |
| ---- | ----------- | ---------- |
| 2010 | Den Haag    | 470        |
| 2011 | Perth       | 470        |
| 2013 | La Rochelle | 470        |
| 2014 | Santander   | 470        |
| 2016 | San Isidro  | 470        |

### Olympische Zomerspelen
| Jaar | Plaats                | Resultaten      |
| ---- | --------------------- | --------------- |
| 2008 | Qingdao               | 7e Laser Radial |
| 2012 | Weymouth and Portland | 470             |
| 2016 | Rio de Janeiro        | 470             |

1988: Lynne Jewell / Allison Jolly ·
1992: Patricia Guerra / Theresa Zabell ·
1996: Begoña Vía Dufresne / Theresa Zabell ·
2000: Jenny Armstrong / Belinda Stowell ·
2004: Sofia Bekatorou / Aimilia Tsoulfa ·
2008: Elise Rechichi / Tessa Parkinson ·
2012: Jo Aleh / Polly Powrie ·
2016: Saskia Clark / Hannah Mills ·
2020: Hannah Mills / Eilidh McIntyre